# Korg
Korg Inc. is een Japanse fabrikant van elektronische muziekinstrumenten, audioprocessors, opname-apparatuur, effectpedalen en stemapparaten. Onder de merknaam Vox worden elektrische gitaren, effectpedalen en gitaarversterkers gebouwd.

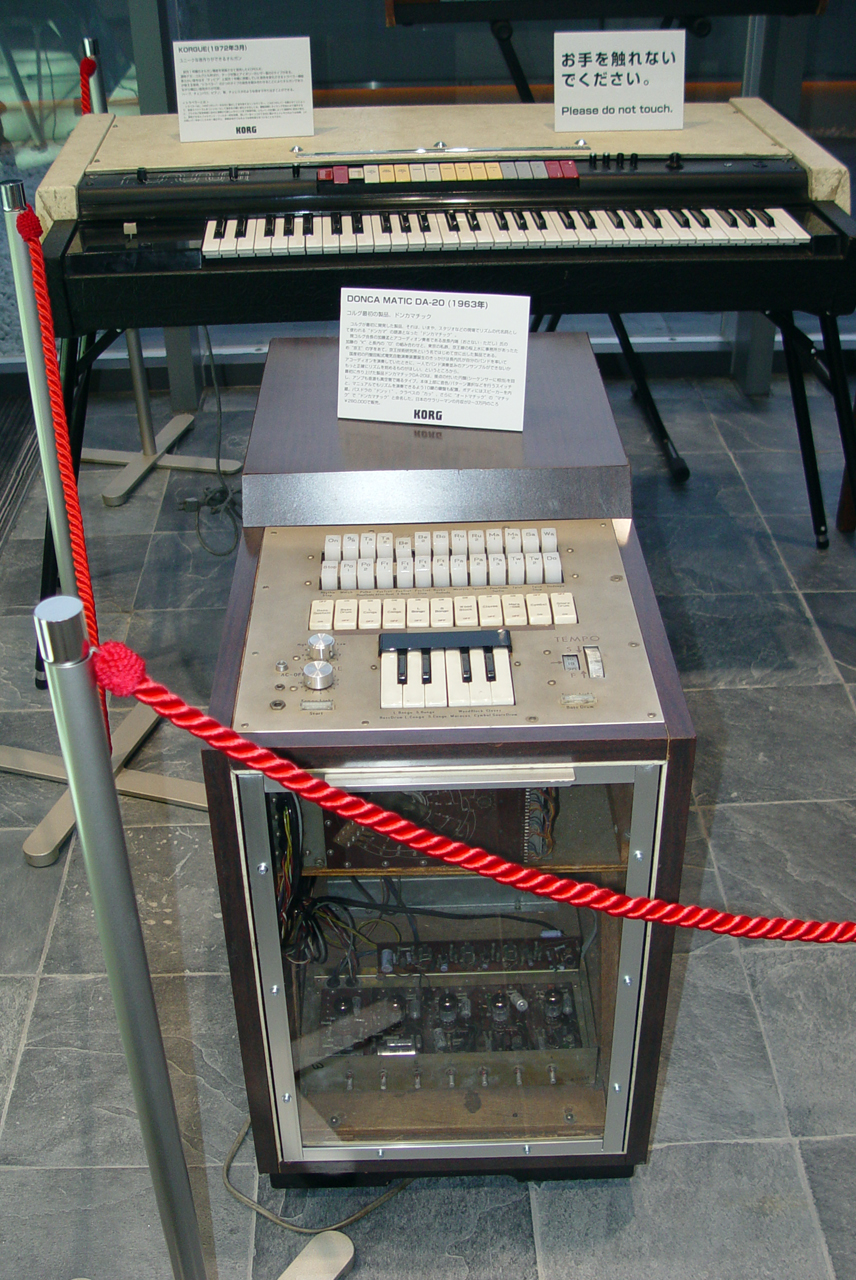
Korg Donca-Matic DA-20 (1963)

## Geschiedenis
Korg werd opgericht op 28 augustus 1963 door Tsutomu Katoh en Tadashi Osanai. De naam Korg was oorspronkelijk bekend als Keio Gijutsu Kenkyujo Ltd. en later als Keio Electronic Laboratories. De naam Keio is afgeleid van het gelijknamige treinspoor dat naast de werkplaats lag. Voordat Katoh en Osanai een bedrijfje begonnen runde Katoh een nachtclub en Osanai, een gestudeerde accordeonist, speelde regelmatig in de club van Katoh. Osanai was ontevreden met de huidige drumcomputer, een Wurlitzer Sideman, en kon Katoh overhalen hem financieel te steunen om een beter apparaat te bouwen.
Het eerste product in 1963 was een elektromechanisch ritme apparaat genaamd de "Disc Rotary Electric Auto Rhythm machine Donca matic DA-20". De naam "Donca" was een onomatopee voor het geluid wat het apparaat maakte. Versteld van het succes van de DA-20 maakte Keio later in 1966 een betere versie van de ritme machine, genaamd de Donca-matic DE-20.
In 1967 werd Katoh benaderd door Fumio Mieda, een ingenieur die keyboards wilde maken. Katoh was onder de indruk van Mieda's enthousiasme en vroeg hem een prototype te bouwen. 18 maanden later kwam Mieda terug met een programmeerbaar orgel. Keio verkocht het orgel onder de naam KORG. Deze naam kwam tot stand door de eerste letters van de voornamen van de oprichters en "RG" erachter te zetten, met het oog op het produceren van orgels.
Keio's orgels waren door de jaren 1960 en begin 70 populair, maar door de opkomst van concurrentie van andere grote orgelproducenten besloot Katoh om de orgel techniek te gebruiken in een keyboard voor de toen opkomende synthesizer-markt. Keio's eerste synthesizer, de miniKORG, werd gelanceerd in 1973.
Tijdens de jaren 1970 werd de Korg synthesizer-reeks opgedeeld in instrumenten voor de hobbyist en duurdere instrumenten zoals de PS serie. Begin jaren 80 begon Korg voet te zetten in de digitale piano markt.
Korg heeft faam behaald met een aantal innovaties en belangrijke mijlpalen. De "key transpose" functie was een idee van Katoh nadat een zanger begeleiding nodig had in een lagere toonsoort. Korg was de eerste die effecten bouwde in hun synthesizers, en de eerste met "Sample & Synthesis" geluid. De Korg M1 uit 1988, werd meer dan 250.000 keer verhandeld wat het tot de best verkochte synthesizer van die tijd maakte.
In 1989 kwam het team van Sequential Circuits bij Korg. Zij kwamen net bij voormalig eigenaar Yamaha vandaan. Yamaha is altijd een grote partner geweest van Korg, die hen voorzag van onderdelen. In 1987, vlak voor de lancering van de M1 Music Workstation, kocht Yamaha een groot aandeel in Korg. Deze overname van het bedrijf was vriendschappelijk, en de twee bedrijven bleven onafhankelijk eigen producten ontwikkelen. Na 5 succesvolle jaren kon Katoh in 1993 de meeste aandelen weer terugkopen.
Korg heeft zich sindsdien gericht op digitale effecten, opname-apparatuur, elektronische percussie en software-instrumenten.
In 1992 kocht Korg het bedrijf Vox, wat voorheen een producent van gitaarversterkers was. Korg was ook een exclusieve distributeur van Marshall Amplification producten in de Verenigde Staten.
Tsutomo Katoh is op 15 maart 2011 overleden aan de gevolgen van kanker.

## Belangrijke producten

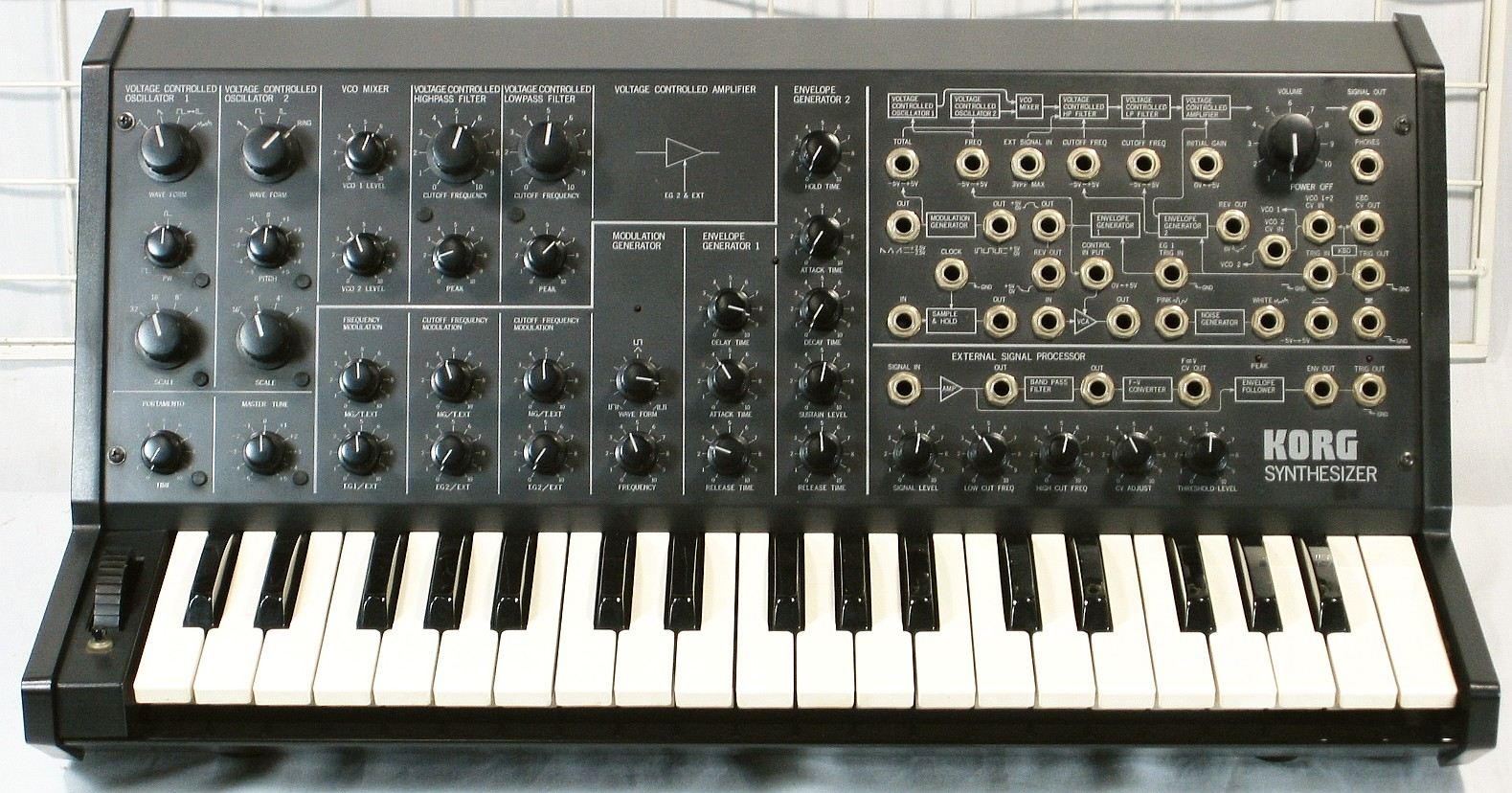
MS-20 (1978)

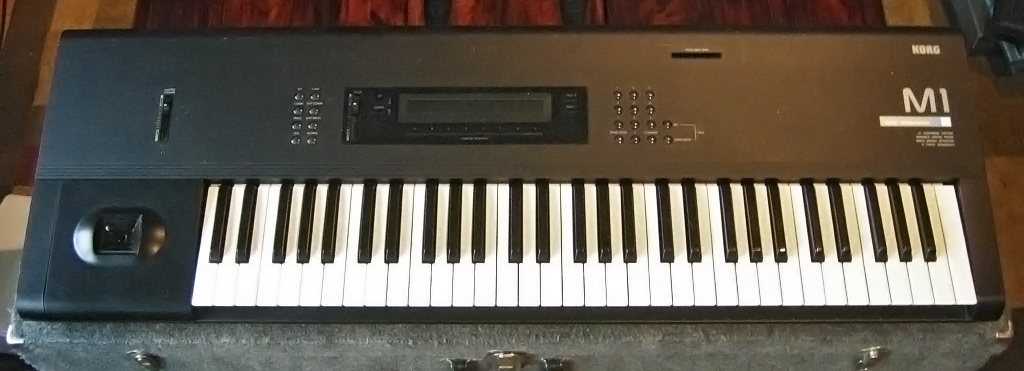
M1 (1988)

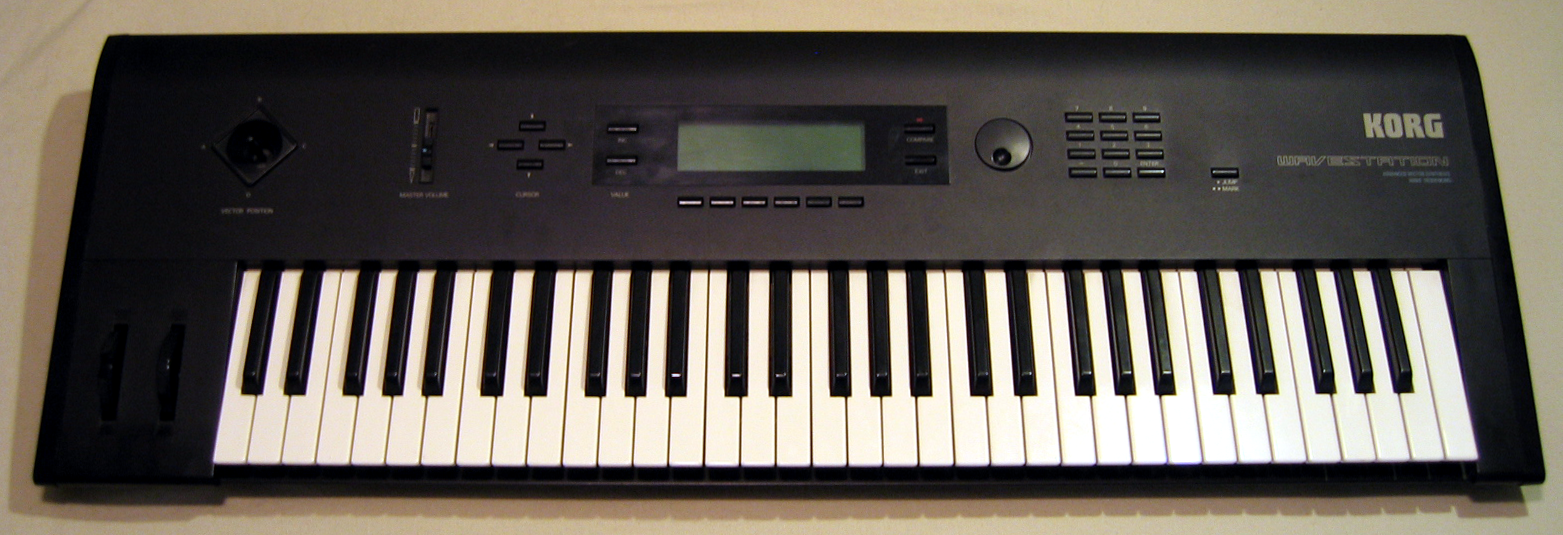
Wavestation (1990)

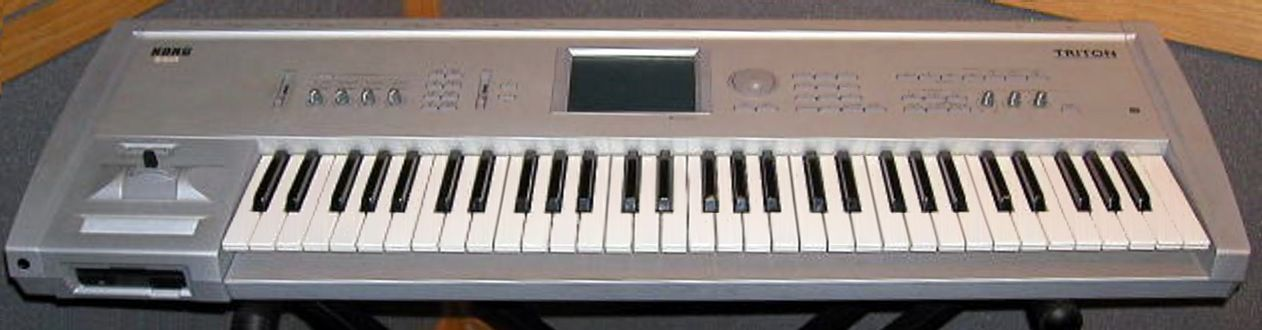
Triton (1999)

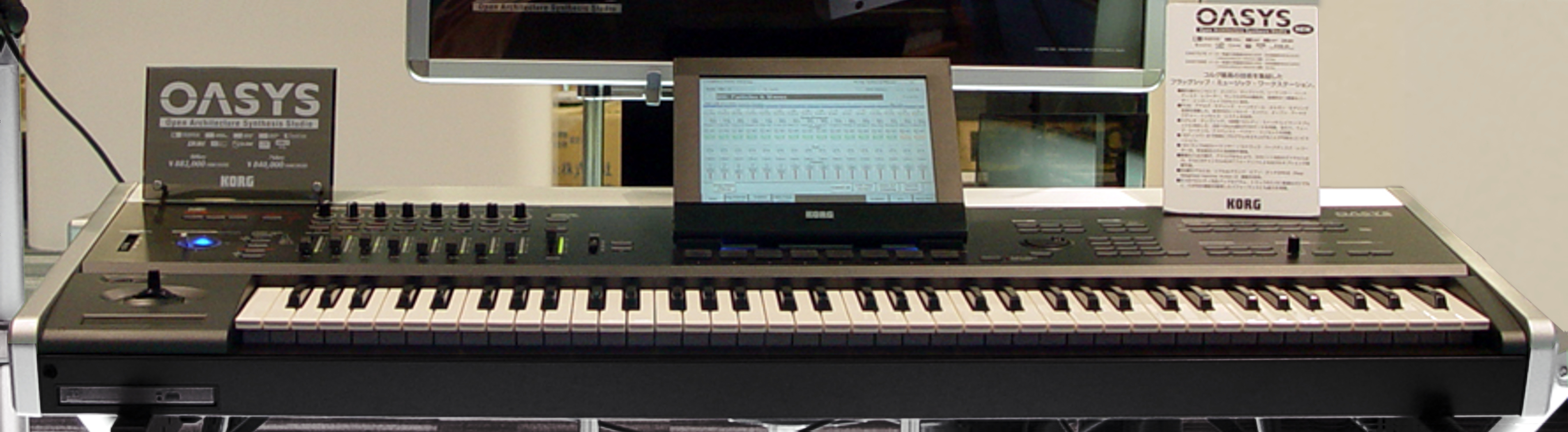
OASYS (2005)

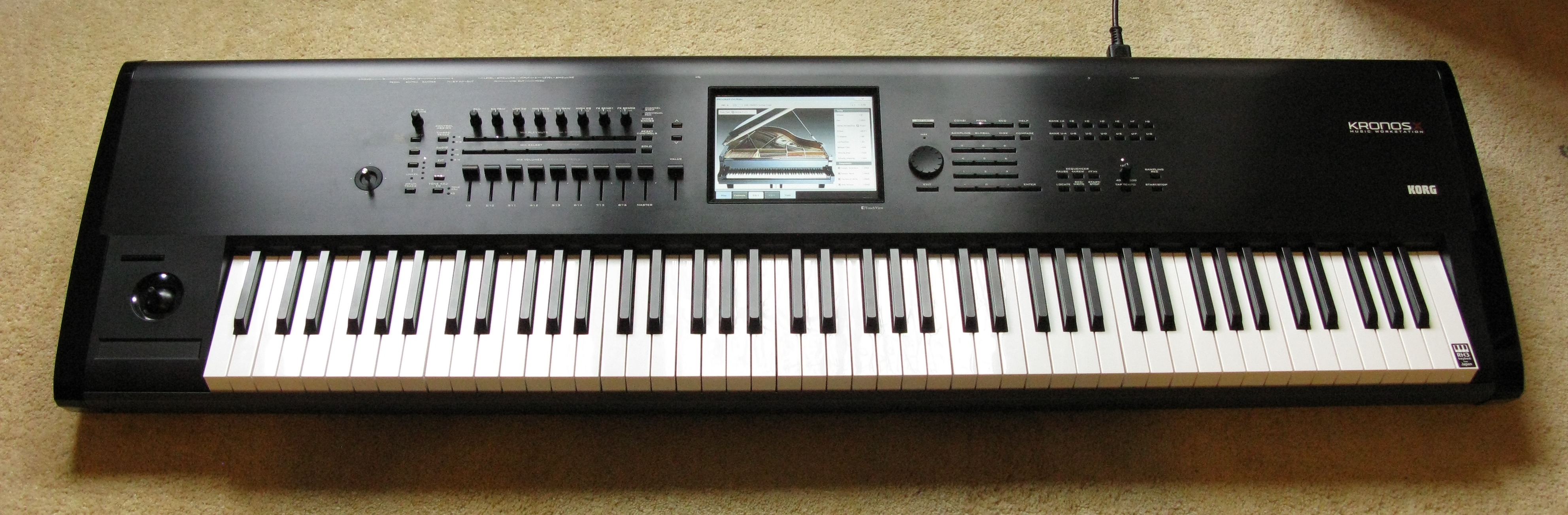
Kronos X (2012)

| Model         | Type                                           | Jaar            |
| ------------- | ---------------------------------------------- | --------------- |
| miniKORG 700  | Synthesizer                                    | 1973            |
| Korg WT-10    | 's werelds eerste handheldformaat stemapparaat | 1975            |
| MS-10         | Synthesizer                                    | 1978            |
| MS-20         | Synthesizer                                    | 1978            |
| Polysix       | Synthesizer                                    | 1981            |
| Poly-61       | Synthesizer                                    | 1983            |
| Korg SDD-3000 | digitale delay-processor                       | 1983            |
| M1            | Workstation                                    | 1988            |
| Wavestation   | Synthesizer                                    | 1990            |
| Prophecy      | Synthesizer                                    | 1995            |
| Trinity       | Workstation                                    | 1995            |
| Triton        | Workstation                                    | 1999            |
| Korg AX1G     | Multieffect voor elektrische gitaar            | eind jaren 1990 |
| KP1 Kaoss Pad | Effectprocessor/sampler met touchscreen        | 1999            |
| KARMA         | Synthesizer                                    | 2001            |
| OASYS         | Workstation                                    | 2005            |
| Kronos        | Workstation                                    | 2011            |
| Volca's       | Synthesizer                                    | 2013-2022       |

## Andere producten
Daarnaast werd ook een arranger lijn ontwikkeld waarvan de SAS-20 de eerste was. Een ingebouwde computer analyseerde de gespeelde melodie en genereerde een complexe begeleiding. Dit was een wereldprimeur. Er zat ook een meer traditionele akkoord herkenningssysteem in dit keyboard.
Daarna volgden onder andere de Korg i3 Interactive Music Workstation (1993), een arranger zonder ingebouwde luidsprekers die appelleerde aan een professionele manier van muziekmaken, hetgeen tot dan toe niet direct aan arranger keyboards werd toegeschreven. De jaren hierna verschenen van de i3 afgeleide keyboards met bijvoorbeeld groter klavier, ingebouwde luidsprekers of de module uitvoering. Die laatste was erg geliefd bij accordeonisten.
Het volgende volledig nieuw concept in de arranger lijn was de Pa80 (2000) en de Pa1X Pro (2003) met onder andere een geavanceerde geluidsopwekking, geïntegreerde "vocal harmoniser" en dubbele sequencer.
Een firma die nauw samenwerkte met Korg was Zadok Products (1988) uit Nederland. Internationaal het bekendste product uit deze vruchtbare samenwerking was de DoubleDutch SAM1 (1989), een Sampler Adapter Module voor diverse Korg WorkStations, zoals de T1, M1, M3r en de Wavestation. Door een van deze Korg synthesizers uit te breiden met de SAM1 was het mogelijk om er eigen samples mee af te spelen en deze volledig in de synthese-patches te integreren.
Halverwege de jaren 2010 introduceerde Korg de Nu Tube. Een miniatuur elektronenbuisje met het formaat van een IC voor voorversterkingstoepassing die voor laagspanning is ontworpen. Deze component wordt zowel door Korg zelf als door andere fabrikanten gebruikt.
Korg is sinds 1975 marktleider op het gebied van stemapparaten. Er stemapparaten in pedaal, rack en handheld formaat. De eerdere GT-lijn stemapparaten en de huidige pitchblack-stemapparaten van Korg behoren samen met die van fabrikanten TC Electronic en Boss tot de meest gebruikte stemapparaten van de wereld.